# Hyalopsyche
Hyalopsyche is een geslacht van schietmotten. De typesoort van het geslacht is Hyalopsychodes rivalis.

## Soorten
Het geslacht kent de volgende soorten:
- Hyalopsyche disjuncta
- Hyalopsyche incerta
- Hyalopsyche palpata
- Hyalopsyche parsula
- Hyalopsyche parvispinosa
- Hyalopsyche pilosa
- Hyalopsyche plurispinosa
- Hyalopsyche rivalis
- Hyalopsyche sachalinica
- Hyalopsyche similis